# Monte Isola
Monte Isola é uma comuna italiana da região da Lombardia, província de Bréscia, com cerca de 1.768 habitantes. Estende-se por uma área de 12 km², tendo uma densidade populacional de 147 hab/km². Faz fronteira com Iseo, Marone, Parzanica (BG), Sale Marasino, Sulzano, Tavernola Bergamasca (BG).
Faz parte da rede das Aldeias mais bonitas de Itália.

## Demografia
| Variação demográfica do município entre 1861 e 2011                               |
|                                                                                   |
| Fonte: Istituto Nazionale di Statistica (ISTAT) - Elaboração gráfica da Wikipedia |